# ベルソニカ
株式会社ベルソニカは、静岡県湖西市に本社を置く日本の自動車部品サプライヤー。

## 概要
1956年（昭和31年）1月創業。創業時からスズキ株式会社（四輪車の世界販売台数第10位、国内販売台数第3位）と共に開発・製造を行い、最先端の超高張力鋼鈑（ハイテン）の加工技術（プレス加工・溶接）で、四輪車の衝突安全ボディーを支えている。スズキ車には、ほぼ全車種にベルソニカの技術と製品が採用されている。戦略的基盤技術高度化支援事業（サポイン事業）では、経済産業省、東大環境マネジメント工学センター、東京大学、スズキ株式会社の協力を得て、冷間プレスによる1180MPaハイテンの車体部品開発に成功し新機械振興賞中小企業庁長官賞を受賞している。

## 歴史
- 1956年 創業者 鈴木弥一により「鈴弥産業株式会社」の社名で会社設立。湖西市吉美にて生産開始。スズキ株式会社より二輪車・車体部品の受注生産を始める。
- 1960年 スズキ株式会社より軽四輪車・車体部品の受注生産を始める。
- 1969年 電着塗装設備を新設。プレス・溶接・塗装・組立の一貫体制を構築。
- 1972年 代表取締役社長 鈴木將司就任。
- 1982年 小型四輪車「カルタス」の部品受注と同時に溶接ロボットを導入。
- 1983年 代表取締役社長 中山金久就任。
- 1987年 代表取締役社長 鈴木勝人就任。スズキ株式会社とオンライン生産管理体制を確立。
- 1990年 鈴弥産業（株）より（株）ベルソニカに社名変更。
- 1992年 テクニカルパーク湖西に本社機能全面移転。敷地面積30,800平方メートルに工場新築。
- 1993年 大型プレス機4台（500t〜300t）導入。
- 1994年 大型プレスラインにフルオート装置を導入。
- 1995年 インドJBML社（ジェイ・バハラッド・マルチ・リミテッド）と技術援助契約締結。
- 1996年 1,200tトランスファープレス導入。
- 1997年 資本金1億5,600万円へ増資。
- 1998年 軽自動車安全規格変更により全車種モデルチェンジ、社内溶接設備80％を新設。大型プレス機4台（800t〜400t）設備導入、軽自動車ワク拡大変更対応。
- 2001年 品質管理システム国際規格 ISO9002（現9001）認証取得。
- 2002年 本社工場 3,000tトランスファープレス導入。湖西市にて生産拠点「Bell-B工場」稼働。
- 2005年 環境管理システム国際規格 ISO14001認証取得。Bell-B工場にて自社金型部門設置。
- 2006年 インド子会社「ベルソニカ・オートコンポーネント・インディア・プライベート・リミテッド（略称BACI）」設立。
- 2008年 菊川市にて生産拠点「Bell-菊川工場」稼働。
- 2009年 Bell-菊川工場増設　3,000tトランスファープレス導入。インドBACI竣工式挙行。
- 2010年 インドBACI工場増設　1,600t・2,500tトランスファープレス導入。
- 2012年 インドネシア子会社「ベルソニカインドネシア株式会社（略称 B-IND）」設立。
- 2013年 1180メガパスカル級の超ハイテン材で生産した骨格部品が「スペーシア」に採用。[7]
- 2014年 インドネシア・チカランに「チカラン工場」建設。
- 2015年 第12回新機械振興賞中小企業庁長官賞受賞。
- 2018年 代表取締役社長 鈴木一隆就任。
- 2022年 代表取締役社長 鈴木浩就任。
- 2023年 インド子会社「ベルソニカ・プライベート・リミテッド (略称BPL)」設立。
- 2024年 インドカルコダに「カルコダ工場」建設。

## 主な製品
衝突安全ボディー製品
- フロントピラー
- フロントピラーインナー
- フロントエンド
- フロントサイドメンバー
- センターピラー
- リアメンバー

自動車部品
- パーキングブレーキ
- アクセルペダル
- ブレーキペダル

## 事業所
- 本社・本社工場（静岡県湖西市）
- Bell-B工場（静岡県湖西市）
- Bell-菊川工場（静岡県菊川市）
- 吉美倉庫（静岡県湖西市）

## 関連会社
- インド マネサール　Bellsonica Auto Component India Private Limited (BACI)
- インド カルコダ　Bellsonica  Private Limited (BPL)
- インドネシア　PT.Bellsonica Indonesia (B-IND)